# Битка при Иври
Битката при Иври (на френски: La bataille d'Ivry) е най-важната победа на Анри IV в борбата му срещу Католическата лига по време на религиозните войни във Франция. Тя се състои на 14 март 1590 г. на 40 км на запад от Париж. Пряката последица е, че кралят започва обсада на столицата, а далечната – че три години по-късно влиза в Париж и в крайна сметка се утвърждава на престола.

## Предистория
Войните между хугеноти (френските протестанти) и католици опустошават Франция вече няколко десетилетия. В основата им, освен религията, стои също така желанието на големите аристократи да направляват съдбините на кралството във време, когато короната се предава между синовете на Анри ІІ, никой от които няма наследник. Католиците се оглавяват от херцозите Гиз, хугенотите – от принцовете Конде и наварските крале. Въпреки пораженията и прочутата Вартоломеева нощ хугенотите не са сломени, те дори получават някои отстъпки. Постепенно техен лидер става Анри дьо Навар, наследник на династията Валоа. През драматичната Война на тримата Анри (1585 – 1589) един след друг падат убити Анри дьо Гиз и кралят Анри ІІІ. Така, от лятото на 1589 г. Анри дьо Навар официално е крал на Франция под името Анри ІV.
Хугенотите (следователно Анри ІV в този момент) контролират юга и запада на страната, а католиците – севера и изтока. Кралят се насочва към Дрьо, ключова крепост в района на Париж, през която неговите въстанали жители се снабдяват с храна и боеприпаси. След него идва католическата армия, командвана от херцог дьо Майен (Шарл II Лотарингски) – водачът на католиците. Първоначално Майен преценява, че е рисковано да среща кралската армия на открито поле, но уплашените парижани го потикват да действа. Анри заема позиции между градчетата Иври и Нонанкур, готов за битка. Той я желае повече от всичко друго, надявайки се на решителна победа, за да приключи веднъж завинаги с войната.

## Съотношение на силите
В тази „френска“ битка участват много войници от други нации – англичани и швейцарци на страната на краля, испанци, нидерландци, германци и швейцарски наемници в редовете на католиците. Анри разполага с около 15 000 души (според други източници 11 000), от които 12 000 пехотинци и 3000 конници, докато Майен има 13 000 пехотинци и 4000 конници, общо 17 000 души (според други източници 16 000). Всяка армия има своите силни страни. В католическата армия много важна роля се отдава на конницата на граф Егмонт, съставена от нидерландци от южните провинции; друга важна част са войниците с пики, които никой по това време не може да спре, ако получат свободата да действат. Конницата на краля обаче също е отлична. Тя има опит в няколко сражения, още от битката при Курта през 1587 г. и е съставена от рицари от аристокрацията.

## Ход на битката
След внимателно проучване на терена, на 14 март армиите са готови за битка. Преди тя да започне, Анри ІV призовава войниците си със следните думи:
| „ | Следвайте моето бяло знаме и винаги ще го виждате по пътя на честта. | “ |

Сражението започва с тежък обстрел на кралската артилерия по противниковите редици, макар че тя се състои само от шест оръдия. След това двете конници влизат в смъртоносен сблъсък. Католическият генерал д'Омонд смело посреща атаката на кралските сили и съумява да ги отблъсне. Майен решава, че сега е моментът да предприеме решителна атака. Той пуска наемниците от Нидерландия, но те симпатизират на протестантите и стрелят във въздуха, а копията си демонстративно оставят на земята. Побеснял от това явно предателство, Майен иска да ги нападне като врагове, но обстоятелствата му попречват. В крайна сметка целият ляв фланг на католиците се оголва и те трябва да отстъпят. Сега кралската конница получава възможност да напредне. Анри заставя ариегарда си (съставен главно от англичаните и швейцарците) да се включи за решителен натиск. Католиците започват отстъпление през река Ер, но част от войските им не успяват да се изтеглят. Граф Егмонт пада убит, а Майен едва спасява живота си.

## Резултати
Загубите на католиците са около 4000 войници, а на кралската армия – под 500. Армията на Лигата не е сломена и продължава да оказва съпротива, но повече не получава инициативата. Анри започва обсада на столицата, която се проточва три години. Накрая той приема за втори път католицизма и с думите „Париж си струва една литургия!“ е допуснат вътре. Последвалото навлизане на испански армии и опит за налагане на испански кандидат за френския престол завършва през 1598 г. с Вервенския мир. Така битката при Иври има решаващо значение за налагането на Анри ІV като френски крал.